# 梅迪奇纳
梅迪奇纳（義大利語：Medicina）是意大利艾米利亚-罗马涅大区博洛尼亚省的一个镇。

## 友好城市
- 法國 塞纳河畔罗米伊